# Vice-premier ministre du Canada
Le vice-premier ministre du Canada (anglais : Deputy Prime Minister of Canada) est l'adjoint du premier ministre. Il est membre du conseil des ministres.
Il s'agit d'un titre uniquement honorifique accordé à un ministre à la discrétion du premier ministre et qui n'est attaché à aucun ministère.
Entre 2006 et 2019, les gouvernements de Stephen Harper et de Justin Trudeau ne comprenaient pas de vice-premier ministre jusqu'à la nomination de Chrystia Freeland le 20 novembre 2019.
Depuis décembre 2024, le poste de vice-premier ministre du Canada est vacant.

## Rôle
Le titre de vice-premier ministre est un titre honorifique accordé par le premier ministre à un membre de son conseil des ministres. Le premier ministre peut confier au vice-premier ministre des tâches particulières, cependant le vice-premier ministre est toujours titulaires d'un autre portefeuille ministériel.
Ainsi, les responsabilités officielles du vice-premier ministre peuvent inclure de répondre de la politique gouvernementale à la période des questions et de présider le Cabinet du Canada en l'absence du premier ministre.
Le vice-premier ministre ne succède pas automatiquement au premier ministre si ce dernier est empêché, meurt ou démissionne pendant son mandat : si le premier ministre est dans l'incapacité d'exercer ses fonctions, elles sont exercées par le ministre suivant qui figure dans l'ordre arrêté par un décret en conseil. Dans tous les cas, le premier ministre est nommé par le gouverneur général qui choisit le chef du parti ou de la coalition susceptible de recevoir la confiance de la Chambre des communes.

## Liste
- Parti libéral du Canada
- Parti progressiste-conservateur du Canada

| N°  | Portrait | Nom               | Mandat            | Mandat            | Parti politique           | Gouvernement                  |
| --- | -------- | ----------------- | ----------------- | ----------------- | ------------------------- | ----------------------------- |
| 1   |          | Allan MacEachen   | 16 septembre 1977 | 4 juin 1979       | Libéral                   | 20e (P. E. Trudeau)           |
| –   | Vacant   | Vacant            | 4 juin 1979       | 3 mars 1980       | –                         | 21e (Clark)                   |
| (1) |          | Allan MacEachen   | 3 mars 1980       | 30 juin 1984      | Libéral                   | 22e (P. E. Trudeau)           |
| 2   |          | Jean Chrétien     | 30 juin 1984      | 17 septembre 1984 | Libéral                   | 23e (Turner)                  |
| 3   |          | Erik Nielsen      | 17 septembre 1984 | 30 juin 1986      | Progressiste-conservateur | 24e (Mulroney)                |
| 4   |          | Don Mazankowski   | 30 juin 1986      | 25 juin 1993      | Progressiste-conservateur | 24e (Mulroney)                |
| 5   |          | Jean Charest      | 25 juin 1993      | 4 novembre 1993   | Progressiste-conservateur | 25e (Campbell)                |
| 6   |          | Sheila Copps      | 4 novembre 1993   | 30 avril 1996     | Libéral                   | 26e (Chrétien)                |
| –   | Vacant   | Vacant            | 30 avril 1996     | 19 juin 1996      | –                         | 26e (Chrétien)                |
| (6) |          | Sheila Copps      | 19 juin 1996      | 11 juin 1997      | Libéral                   | 26e (Chrétien)                |
| 7   |          | Herb Gray         | 11 juin 1997      | 15 janvier 2002   | Libéral                   | 26e (Chrétien)                |
| 8   |          | John Manley       | 15 janvier 2002   | 12 décembre 2003  | Libéral                   | 26e (Chrétien)                |
| 9   |          | Anne McLellan     | 12 décembre 2003  | 6 février 2006    | Libéral                   | 27e (Martin)                  |
| –   | Vacant   | Vacant            | 6 février 2006    | 20 novembre 2019  | –                         | 28e (Harper) 29e (J. Trudeau) |
| 10  |          | Chrystia Freeland | 20 novembre 2019  | 16 décembre 2024  | Libéral                   | 29e (Trudeau)                 |
| –   | Vacant   | Vacant            | 16 décembre 2024  | En cours          | –                         | 29e (Trudeau)                 |